# Isla Jungfrauen
Isla Jungfrauen är en ö i Chile.   Den ligger i regionen Región de Aisén, i den södra delen av landet, 1 700 km söder om huvudstaden Santiago de Chile.
I omgivningarna runt Isla Jungfrauen växer i huvudsak blandskog. Trakten runt Isla Jungfrauen är nära nog obefolkad, med mindre än två invånare per kvadratkilometer.